# Foo Fighters
Foo Fighters ist eine US-amerikanische Rockband. Prominentestes Mitglied und Band-Gründer ist der ehemalige Nirvana-Schlagzeuger Dave Grohl.

## Geschichte

### Gründungsjahre und Formierung der Band (1994–1996)
Bereits während seiner Zeit bei Nirvana schrieb Dave Grohl zahlreiche eigene Stücke. Bis auf Marigold (1993, B-Seite von Heart-Shaped Box) fand jedoch keine Komposition des Musikers den Weg ins Repertoire der Band. Nach dem Tod des Frontmanns Kurt Cobain und der daraus folgenden Auflösung der Band nahm Grohl ein Demo-Tape auf, für das er alle Instrumente mit Ausnahme des Gitarrenparts eines Liedes (X-Static, mit Greg Dulli von The Afghan Whigs) komplett selbst einspielte. 1995 wurde das Demo als Foo Fighters veröffentlicht. Dass Grohl überhaupt das Projekt Foo Fighters begann, hat er, wie er in einem Interview mit MTV sagte, seinem Psychologen zu verdanken. Dieser motivierte ihn demnach, die Musik nicht aufzugeben. Als Dave Grohl das Debütalbum der Foo Fighters im Tonstudio aufnahm, las er zu diesem Zeitpunkt ein Sachbuch mit dem Titel Above Top Secret des britischen Schriftstellers Timothy Good. Dieses Buch, das sich mit dem Thema UFOs beschäftigt, inspirierte Grohl zu dem Bandnamen, der sich auf das Phänomen der Foo-Fighter bezieht. Dave Grohl faszinierte das Mysteriöse und Rätselhafte an diesem Thema.
Grohls Solodebüt sowie die Singles This Is a Call, I’ll Stick Around, For All the Cows und Big Me stiegen alle auf Anhieb in die US-Charts ein. Um mit dem Album Promotion machen und auf Tournee gehen zu können, stellte Grohl noch im gleichen Jahr eine Band zusammen, die zunächst aus dem ehemaligen Nirvana-Tour- und The-Germs-Gitarristen Pat Smear sowie der Sunny-Day-Real-Estate-Rhythmusgruppe – Bassist Nate Mendel und Schlagzeuger William Goldsmith – bestand.

### Erfolg mitThe Colour and the ShapeundThere Is Nothing Left to Lose(1997–1999)
Diese waren auch an den Aufnahmen zum zweiten Album The Colour and the Shape beteiligt. Nach den Aufnahmen kam es jedoch dazu, dass Grohl mit Goldsmiths Drum-Takes nicht zufrieden war und er daraufhin, in dessen Abwesenheit und ohne ihn vorher darüber zu informieren, kurzerhand einfach beinahe alle Schlagzeugparts selbst neu einspielte. Als Nate Mendel Goldsmith, der währenddessen in einer anderen Stadt weilte, telefonisch darüber informierte, sah dieser sich hintergangen und verließ enttäuscht die Foo Fighters, obwohl Grohl ihn in der Band behalten wollte. Goldsmith ist auf dem Album noch einzig in zwei Stücken zu hören, Doll und Up in Arms.

„Ich fand heraus, dass er alle Tracks überarbeitet und alles beseitigt hatte, und dann wollte er immer noch, dass ich in der Band bin und live toure. Ich dachte, Mann, es gibt einige Leute, die angeheuert werden und Session-Musiker, und das ist cool. Aber dafür habe ich mir nicht vorgenommen, Musik zu spielen. Dafür habe ich es nicht getan.“

Nach der Veröffentlichung von The Colour and the Shape im Mai 1997 wurde Taylor Hawkins als neuer Schlagzeuger engagiert, der vorher für Alanis Morissette tätig war. Kurz danach stieg auch Pat Smear aus der Band aus. Ihn ersetzte zunächst Franz Stahl (Ex-Scream-Mitglied), der aber 1999 gefeuert wurde, und schließlich Chris Shiflett von No Use for a Name. 1999 erschien das dritte Album There Is Nothing Left to Lose, für das Dave Grohl alle Gitarrenparts und nach Aussage von Taylor Hawkins auch 50 % der Drumparts selbst einspielte, das Hit-Singles wie Learn To Fly, Generator und Breakout enthielt und bei den Grammys als bestes Rock-Album (2001) ausgezeichnet wurde.

### One by One, In Your HonorundEchoes, Silence, Patience and Grace(2000–2007)
2000 arbeitete Grohl hauptsächlich an seinem eigenen Heavy-Metal-Projekt namens Probot und tourte als Schlagzeuger mit den Queens of the Stone Age. Zeitgleich begab sich Taylor Hawkins wegen zunehmender Drogenprobleme in eine mehrmonatige Behandlung. 2001 begannen die Aufnahmen zu One by One, dem vierten Album. Es wurde 2002 veröffentlicht. Als Gast ist unter anderem der Queen-Gitarrist Brian May im Lied Tired of You zu hören.
Im US-Wahlkampf 2004 unterstützte die Band den demokratischen Präsidentschaftskandidaten John Kerry mit mehreren Live-Auftritten. Sie tat dies als Reaktion darauf, dass George W. Bush ihren Titel Times Like These für seine Kundgebungen benutzte. Im Frühjahr 2005 erschien In Your Honor, ein Doppelalbum, das neben zehn Stücken im klassischen Foo-Fighters-Stil ebenso zehn Akustik-Stücke enthält. An dieser Produktion hat der Ex-Led-Zeppelin-Bassist John Paul Jones als Arrangeur und Keyboarder wesentlichen Anteil.
Nach ihrer In-Your-Honor-Welttournee (Ende 2005/Anfang 2006) hatte die Band eine kleine Akustik-Tour durch die USA und zwei europäische Städte geplant, auf der sie ihr Akustik-Set präsentierte, das aus Songs ihrer Akustik-CD und aus anderen, älteren Foo-Fighters-Liedern (z. B. Everlong, See You) im Akustik-Stil besteht.
Am 25. September 2007 erschien ihr neues Album Echoes, Silence, Patience and Grace, dessen erste Auskopplung The Pretender auf Platz 95 der deutschen Single-Charts eingestiegen ist. Für das Album (Bestes Rockalbum) und die Single (Beste Hardrock-Darbietung) gewannen die Foo Fighters am 10. Februar 2008 ihre Grammys Nummer 5 und 6 bei drei weiteren Nominierungen. Bei den Brit Awards 2008 gehörten sie mit zwei Auszeichnungen für beste Band und bestes Album international zu den erfolgreichsten Interpreten.

### Pause und Rückkehr mitWasting Light(2008–2013)

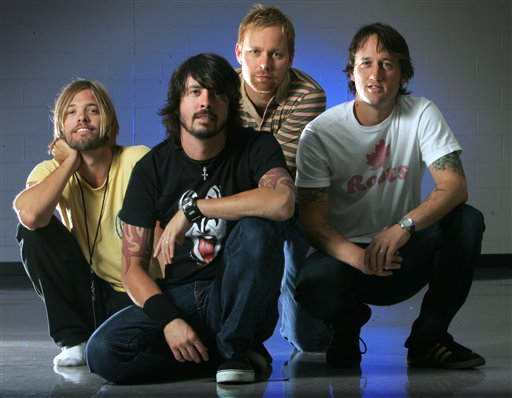
Die Foo Fighters 2009
(v.l.n.r: Hawkins, Grohl, Mendel, Shiflett; ohne Smear)

Am 17. September 2008 gab Dave Grohl bei der Chris Moyles Show bekannt, dass die Band eine längere Pause einlegen würde. Außerdem sollten ihre Fans keine neue Musik für längere Zeit erwarten. Dave Grohl kommentierte: „We've never really taken a long break, I think it's time, After doing Wembley we shouldn't come back there for 10 years because we've played to everybody. We're over in the UK every year, every summer, so I think it's time to take a break and come back over when people really miss us.“
Am 12. Februar 2009 widersprach Schlagzeuger Taylor Hawkins jedoch Grohls Aussage. So behauptete er, dass es sich hierbei keinesfalls um eine derart lange Pause handele, sondern dass die Band bereits Ideen für ihr nächstes Studioalbum sammele, welches sie im Sommer jenes Jahres produzieren würde.
Im Jahr 2009 veröffentlichte die Band dann nur ein Best-of-Album, das aber einen neuen, stark an Tom Petty's Learning To Fly erinnernden Song namens Wheels enthielt, der auch als Single ausgekoppelt wurde und viel Airplay im Mainstream-Radio bekam. Als B-Seite enthielt die Single einen zweiten neuen Song namens Word Forward.
Bis zum Erscheinen eines vollständigen neuen Albums sollten noch knapp zwei Jahre vergehen. Dieses hieß Wasting Light, wurde von Butch Vig produziert und am 8. April 2011 veröffentlicht. Die erste Single Rope wurde am 23. Februar 2011 vorgestellt. Anfang Februar 2011 war auf der Foo-Fighters-Homepage bereits bekannt gegeben worden, dass Pat Smear wieder als festes Bandmitglied dabei sei.
Anlässlich des Record Store Day veröffentlichte die Band am 16. April 2011 das Album Medium Rare, für das die Foo Fighters Coverversionen von Liedern von u. a. Hüsker Dü, Pink Floyd, Thin Lizzy und Cream eingespielt haben. Das Album ist auf 2.000 Stück limitiert und ausschließlich als Schallplatte (Vinyl) erschienen.
Im Film Thor (2011) wird in der Szene, in der Thor und Selvig in einer Bar sitzen, und beim Abspann das Stück Walk gespielt.
Am 6. September 2012 trat die Band auf der Democratic National Convention in Charlotte zur Nominierung von Barack Obama für die Präsidentschaftswahl in den Vereinigten Staaten 2012 auf. Am 2. Oktober 2012 kündigte die Band an, dass bis auf unbestimmte Zeit keine Konzerte mehr gespielt würden. Es sei nicht klar, wann die Band wieder zusammen spielen würde, es sei jedoch keinesfalls eine Trennung, teilte Frontsänger Dave Grohl mit. Doch schon am 20. Februar 2013 kündigte Dave Grohl an, dass die Band in derselben Woche noch ins Studio gehen wird.

### Sonic Highways(2014) undSaint Cecilia EP(2015)
Am 10. November 2014 wurde das achte Studioalbum veröffentlicht, welches nach Angaben Dave Grohls eine völlig neue Richtung einschlagen sollte. Der Titel des Albums lautet Sonic Highways. Es wurde in acht US-amerikanischen Aufnahmestudios produziert. Die Aufnahmen wurden von einem Kamerateam begleitet und zusammen mit Interviews mit bekannten Musikern und Informationen zur musikalischen Geschichte der jeweiligen Stadt zu einer Serie des Kabelsenders HBO verarbeitet, die den gleichen Namen wie das Album trägt. In Deutschland konnte man die Serie auf dem Pay-TV-Sender Spiegel Geschichte sehen.
Die ab November 2014 laufende Sonic Highways World Tour wurde am 12. Juni 2015 in Göteborg (Schweden) von einem Unfall überschattet, bei dem Dave Grohl bereits nach dem zweiten Lied von der Bühne stürzte und sich dabei das Bein brach. Zur Verwunderung aller spielte er das Konzert jedoch mit eingegipstem Bein und Arzt auf der Bühne zu Ende. Daraufhin wurden einige Konzerte in Europa, darunter auch zwei Auftritte im Wembley-Stadion und der Headline-Auftritt beim Glastonbury Festival, abgesagt.

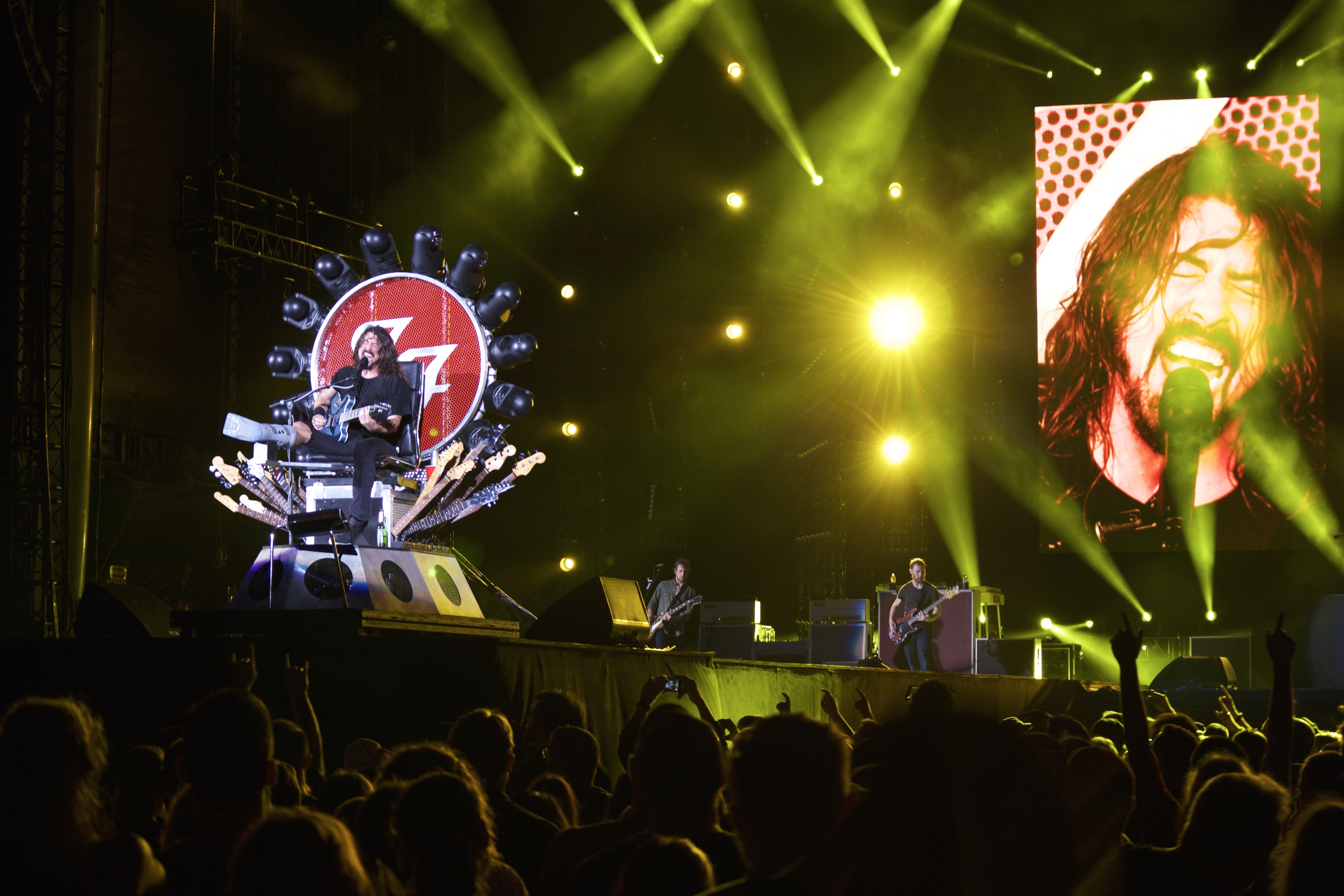
Foo Fighters spielte im Juli 2015 in Boston. Dave Grohl sitzt wegen seines gebrochenen Beins auf einem motorisierten Stuhl.

Das erste Konzert nach dem Beinbruch war am 4. Juli 2015 in Washington D.C. Fortgesetzt wurde die Sonic Highways World Tour dann unter dem Namen „Break-a-leg Tour“. Die restlichen Auftritte in den USA und Europa spielte Dave Grohl dann auf einem von ihm im Krankenhaus entworfenem Thron.
Nochmals überschattet wurde die Tour im November von den Terroranschlägen in Paris, wo die Band kurz darauf spielen sollte. Aus Solidarität zu den Opfern sagten die Foo Fighters jedoch die letzten drei Konzerte ab und bedankten sich danach mit der Veröffentlichung der Saint Cecilia EP bei den Fans.

### Gerüchte einer möglichen Trennung (2015)
Nach dem persönlichen Brief von Dave Grohl, der bei der Saint Cecilia EP beilag und einigen Soloauftritten der Bandmitglieder kamen Trennungsgerüchte auf. Die Band widerlegte diese jedoch mit einem Youtube-Video. Darin heißt es, dass die Band zwar eine Auszeit brauche, sich jedoch niemals trennen werde.

### Schaffensphase ab 2017
Im Juni 2017 kündigte die Band ihr neues Album mit der Veröffentlichung der Single Run an. Das Album Concrete and Gold erschien am 15. September.
Die Band nahm die Hilfe von Greg Kurstin in Anspruch, einem Popmusikproduzenten, der noch nie zuvor an einer Hard-Rock-Platte gearbeitet hatte. Der Umstand, dass die Band Concrete and Gold in den EastWest Studios in Hollywood, Kalifornien, aufnahm, führte zur spontanen Zusammenarbeit mit verschiedenen anderen Künstlern, die zu dieser Zeit ebenfalls im Studio arbeiteten, darunter Shawn Stockman von Boyz II Men und Justin Timberlake, die Background-Gesang beisteuerten, sowie Paul McCartney, der beim Song Sunday Rain Schlagzeug spielt. Außerdem gehört der Keyboarder Rami Jaffee nunmehr offiziell zur Band.
Anlässlich der Grammy Awards 2020 fand am 28. Januar 2020 im Los Angeles Convention Center in Los Angeles ein Tribut-Konzert für Prince unter dem Motto „Let’s Go Crazy: The Grammy Salute to Prince“ statt, bei dem die Foo Fighters den Song Darling Nikki (1984) aus dem Album Purple Rain sangen. Das Konzert wurde am 21. April 2020, dem vierten Todestag von Prince, im US-Fernsehen ausgestrahlt.
Das neue Album Medicine at Midnight erschien Anfang Februar 2021. Bereits im November 2020 wurde daraus die Single Shame Shame auf Youtube veröffentlicht.
Am 1. Januar folgte eine zweite Single, No Son of Mine und am 14. Januar eine dritte mit dem Titel Waiting on a War.
Das Album war bereits im Februar 2020 fertiggestellt und sollte im selben Jahr vor der geplanten 25th Anniversary Tour erscheinen, die wegen der SARS-CoV2-Pandemie aber nicht stattfinden konnte. Seit dem Erscheinungsdatum, dem 5. Februar, sind sämtliche Titel des neuen Albums auf Youtube veröffentlicht worden.
Als Produzent war wie bereits beim Vorgänger Concrete and Gold wieder Greg Kurstin tätig.
Für den Record Store Day am 17. Juli 2021 nahmen sie fünf Songs der Bee Gees auf und veröffentlichten sie als zweites Album in diesem Jahr unter dem Titel Hail Satin und wählten dafür den Künstlernamen Dee Gees. Ergänzt wurde das Album mit Liveaufnahmen von Songs aus dem Album Medicine at Midnight.
Am 24. Februar 2022 veröffentlichen die Foo Fighters mit Studio 666 ihren ersten Kinofilm. In der Horrorkomödie mietet die Band ein altes Haus, um ein neues Album aufzunehmen. In diesem Anwesen treibt allerdings eine dunkle Macht ihr Unwesen. Sie ergreift Besitz von Grohl, der daraufhin seinen Band-Kollegen nach dem Leben trachtet.

### Der Tod von Taylor Hawkins (2022)
Am 25. März 2022, während die Band auf ihrer Medicine At Midnight-Welttournee für ihr nächstes Konzert in Bogotá, Kolumbien, im Casa Medina Hotel residierte, klagte Schlagzeuger Taylor Hawkins über starke Brustschmerzen. Noch bevor der Rettungswagen im Hotel eintraf, brach Hawkins zusammen und starb in seinem Hotelzimmer. Die Rettungskräfte versuchten vergeblich, ihn zu reanimieren, die Todesursache ist bisher unbekannt. Die Band gab wenig später in den sozialen Medien den Trauerfall bekannt und sagte die weiteren geplanten Konzerte ab.
Am 3. September 2022 fand in London das erste Taylor-Hawkins-Tribute-Konzert statt, am 27. September das zweite in Los Angeles statt, unter anderem mit Auftritten von Miley Cyrus, Alanis Morissette, Mitgliedern von Queen und den Red Hot Chili Peppers sowie Krist Novoselic von Nirvana. Wenig später gab die Band bekannt, sich nach reiflicher Überlegung zum Weitermachen entschieden zu haben.

### But Here We Are(2023)
Am 19. April 2023 veröffentlichten die Foo Fighters die Single Rescued und kündigten damit das neue Album But Here We Are an, welches am 2. Juni 2023 erschienen ist. Im Rahmen eines Online-Live-Events am 21. Mai 2023 auf Veeps wurde der neue Schlagzeuger Josh Freese vorgestellt, der die Band auf der folgenden Welttournee begleitete. Im Mai 2025 trennten sich die Foo Fighters von Freese und ersetzten ihn im Juli 2025 durch Ilan Rubin.

## Musikvideos
Eine besondere Bedeutung in der Geschichte der Foo Fighters hatten von Anfang an die Videos zu den Singles. So bürgerte sich auf Grund des Videos zu Big Me (1996) – einer Parodie der berühmten Mentos-Werbung – die Sitte ein, Dave Grohl auf Konzerten mit ebendiesen Süßigkeiten zu bewerfen, was heute auf Bitte des Sängers aber praktisch niemand mehr macht.
Zu ihrem zweiten Album gab es unter anderem das unter der Regie von Michel Gondry produzierte Everlong, das eine Geschichte in verschiedenen Traumrealitäten erzählt.
Im Video zu ihrer Hitsingle Learn to Fly (1999) spielt jedes Bandmitglied verschiedene Personen an Bord eines Flugzeugs, dessen Crew ebenso wie fast alle Passagiere versehentlich vom Reinigungspersonal (gespielt von Jack Black und Kyle Gass von Tenacious D) unter Drogen gesetzt wurde. 2001 wurde dieses Werk mit einem Grammy ausgezeichnet.
Das Video zu Low (2003) zeigt Grohl und erneut Jack Black als Special Interests-auslebende Rednecks. Die beiden fahren zu einem einsamen Motel aufs Land, um dort verkleidet eine exzessive Sex- und Drogennacht zu verbringen. Daher wurde es von den meisten Musiksendern nicht ausgestrahlt.
Zur ersten Single von In Your Honor, Best of You (2005), wurde unter der Regie von Mark Pellington ein Performancevideo mit einer Collage aus verschiedenen TV-Bildern vermischt.
Im Video zu Long Road to Ruin (2007) zeigen die Foo Fighters erneut ihren Hang zu Verkleidungen, das unter anderem eine Persiflage von Soaps aus den 1970er Jahren zeigt.
Im Video zu White Limo (2011) spielt Lemmy Kilmister von Motörhead den Chauffeur, außerdem wurde dieses Video mit einer handelsüblichen Digitalkamera abgedreht.
Das Video zu Walk (2011) ist eine Adaption des Films Falling Down mit Michael Douglas. Dave Grohl schlüpft hierbei in die Rolle des Krawattenträgers, der im Stau stehend die Nerven verliert und zu Fuß einen Gang der eskalierenden Gewalt beginnt.
Einen Hang zu Verkleidungen in ihren Videos sieht man erneut in dem Video zu Run (2017). Die Band ist verkleidet als Bewohner eines Pflegeheims für Senioren, die versuchen aus dem Heim auszubrechen. Verschiedene Kritiker sehen dies als Hommage an den Film Einer flog über das Kuckucksnest. Dave Grohl selbst führte Regie. Es wurde für den MTV European Music Award in der Kategorie Bestes Video nominiert.

## Diskografie
Studioalben

| Jahr | Titel Musiklabel                                                 | Höchstplatzierung, Gesamtwochen, AuszeichnungChartplatzierungen (Jahr, Titel, Musiklabel, Platzierungen, Wochen, Auszeichnungen, Anmerkungen) | Höchstplatzierung, Gesamtwochen, AuszeichnungChartplatzierungen (Jahr, Titel, Musiklabel, Platzierungen, Wochen, Auszeichnungen, Anmerkungen) | Höchstplatzierung, Gesamtwochen, AuszeichnungChartplatzierungen (Jahr, Titel, Musiklabel, Platzierungen, Wochen, Auszeichnungen, Anmerkungen) | Höchstplatzierung, Gesamtwochen, AuszeichnungChartplatzierungen (Jahr, Titel, Musiklabel, Platzierungen, Wochen, Auszeichnungen, Anmerkungen) | Höchstplatzierung, Gesamtwochen, AuszeichnungChartplatzierungen (Jahr, Titel, Musiklabel, Platzierungen, Wochen, Auszeichnungen, Anmerkungen) | Höchstplatzierung, Gesamtwochen, AuszeichnungChartplatzierungen (Jahr, Titel, Musiklabel, Platzierungen, Wochen, Auszeichnungen, Anmerkungen) | Anmerkungen                                                    |
| Jahr | Titel Musiklabel                                                 | DE | AT | CH | UK | US | Rock | Anmerkungen                                                    |
| ---- | ---------------------------------------------------------------- | --- | --- | --- | --- | --- | --- | -------------------------------------------------------------- |
| 1995 | Foo Fighters Capitol Records • Roswell Records (EMI)             | DE33 (15 Wo.)DE | AT13 (12 Wo.)AT | CH26 (7 Wo.)CH | UK3 Platin · (24 Wo.)UK | US23 Platin · (51 Wo.)US | — | Erstveröffentlichung: 26. Juni 1995 Verkäufe: + 1.984.687      |
| 1997 | The Colour and the Shape Capitol Records • Roswell Records (EMI) | DE41 Gold · (6 Wo.)DE | AT19 (7 Wo.)AT | CH50 (1 Wo.)CH | UK3 ×2Doppelplatin · (32 Wo.)UK | US10 Platin · (74 Wo.)US | — | Erstveröffentlichung: 20. Mai 1997 Verkäufe: + 3.579.000       |
| 1999 | There Is Nothing Left to Lose RCA Records (Sony BMG)             | DE23 (4 Wo.)DE | AT34 (2 Wo.)AT | — | UK10 ×2Doppelplatin · (44 Wo.)UK | US10 Platin · (41 Wo.)US | — | Erstveröffentlichung: 2. November 1999 Verkäufe: + 2.426.000   |
| 2002 | One by One RCA Records (Sony BMG)                                | DE5 Gold · (12 Wo.)DE | AT19 (13 Wo.)AT | CH28 (10 Wo.)CH | UK1 ×3Dreifachplatin · (61 Wo.)UK | US3 Platin · (50 Wo.)US | — | Erstveröffentlichung: 22. Oktober 2002 Verkäufe: + 2.846.591   |
| 2005 | In Your Honor RCA Records (Sony BMG)                             | DE4 Gold · (17 Wo.)DE | AT5 Gold · (20 Wo.)AT | CH7 Gold · (14 Wo.)CH | UK2 ×2Doppelplatin · (45 Wo.)UK | US2 Platin · (37 Wo.)US | — | Erstveröffentlichung: 14. Juni 2005 Verkäufe: + 3.191.301      |
| 2007 | Echoes, Silence, Patience & Grace RCA Records (Sony BMG)         | DE3 Platin · (30 Wo.)DE | AT4 Gold · (22 Wo.)AT | CH2 Gold · (11 Wo.)CH | UK1 ×2Doppelplatin · (48 Wo.)UK | US3 Platin · (48 Wo.)US | Rock1 (24 Wo.)Rock | Erstveröffentlichung: 25. September 2007 Verkäufe: + 2.324.000 |
| 2011 | Wasting Light RCA Records (Sony)                                 | DE1 Platin · (30 Wo.)DE | AT1 Gold · (37 Wo.)AT | CH1 Gold · (27 Wo.)CH | UK1 Platin · (41 Wo.)UK | US1 Platin · (58 Wo.)US | Rock1 (56 Wo.)Rock | Erstveröffentlichung: 12. April 2011 Verkäufe: + 2.156.897     |
| 2014 | Sonic Highways RCA Records (Sony)                                | DE2 Gold · (19 Wo.)DE | AT3 Gold · (11 Wo.)AT | CH2 (18 Wo.)CH | UK2 Platin · (33 Wo.)UK | US2 (14 Wo.)US | Rock1 (31 Wo.)Rock | Erstveröffentlichung: 10. November 2014 Verkäufe: + 1.249.270  |
| 2017 | Concrete and Gold RCA Records (Sony)                             | DE2 (11 Wo.)DE | AT1 (10 Wo.)AT | CH1 Gold · (12 Wo.)CH | UK1 Gold · (19 Wo.)UK | US1 (13 Wo.)US | Rock1 (16 Wo.)Rock | Erstveröffentlichung: 15. September 2017 Verkäufe: + 482.750   |
| 2021 | Medicine at Midnight RCA Records (Sony)                          | DE1 (13 Wo.)DE | AT1 (10 Wo.)AT | CH1 (15 Wo.)CH | UK1 Gold · (11 Wo.)UK | US3 (4 Wo.)US | Rock1 (5 Wo.)Rock | Erstveröffentlichung: 5. Februar 2021 Verkäufe: + 100.000      |
| 2023 | But Here We Are RCA Records (Sony)                               | DE4 (9 Wo.)DE | AT2 (4 Wo.)AT | CH1 (5 Wo.)CH | UK1 Silber · (5 Wo.)UK | US8 (3 Wo.)US | Rock2 (3 Wo.)Rock | Erstveröffentlichung: 2. Juni 2023 Verkäufe: + 60.000          |

grau schraffiert: keine Chartdaten aus diesem Jahr verfügbar

## Auszeichnungen
- BRIT Awards
  - 2008: für „International Group“[25]
  - 2008: für „International Album“ (Echoes, Silence, Patience & Grace)[25]
  - 2012: für „International Group“
  - 2018: für „International Group“

- Grammy Awards
  - 2001: für „Best Rock Album“ (There Is Nothing Left to Lose)
  - 2001: für „Best Short Form Music Video“ (Learn to Fly)
  - 2003: für „Best Hard Rock Performance“ (All My Life)
  - 2004: für „Best Rock Album“ (One by One)
  - 2008: für „Best Rock Album“ (Echoes, Silence, Patience & Grace)
  - 2008: für „Best Hard Rock Performance“ (The Pretender)
  - 2012: für „Best Rock Album“ (Wasting Light)
  - 2012: für „Best Rock Song“ (Walk)
  - 2012: für „Best Rock Performance“ (Walk)
  - 2012: für „Best Hard Rock/Metal Performance“ (White Limo)
  - 2012: für „Best Long Form Music Video“ (Back and Forth)
  - 2018: für „Best Rock Song“ (Run)
  - 2022: für „Best Rock Performance“ (Making a Fire)
  - 2022: für „Best Rock Song“ (Waiting on a War)
  - 2022: für „Best Rock Album“ (Medicine at Midnight)

- MTV Video Music Awards
  - 1996: für „Best Group Video“ (Big Me)
  - 2011: für „Best Rock Video“ (Walk)

- Sonstige
  - 2021: Aufnahme in die Rock and Roll Hall of Fame